# Kwangsan (Jumapolo)
Kwangsan is een bestuurslaag in het regentschap Karanganyar van de provincie Midden-Java, Indonesië. Kwangsan telt 3913 inwoners (volkstelling 2010).